# Швеля, Кито
Ки́то Шве́ля (н.-луж. Kito Šwjela, нем. Christian Schwele, 21 февраля 1836 года, Заспах, Германия — 26 января 1922 года, Котбус, Германия) — лютеранский пастор, нижнелужицкий писатель, общественный деятель, журналист и публицист. Отец нижнелужицкого лингвиста Богумила Швели.

## Биография
Родился 21 февраля 1836 года в селе Заспах в Лужице. C 1853 года по 1856 год обучался в лютеранской семинарии в городе Нойцелле. C 1856 года по 1861 год служил викарием. С 1861 года служил настоятелем в различных лютеранских приходах в Лужице. C 1863 года по 1915 год работал редактором нижнелужицкой газеты «Bramborski Serbski Casnik».
В 1880 году был одним из основателей лужицкого культурно-национального общества «Maśica Serbska».
В 1910 году переехал в Котбус, где служил пастором до своей кончины в 1922 году.
В 1981 году по инициативе лужицкого культурного общества Домовина было издано собрание публицистических статей Кито Швели под названием «Casnikaŕ swojim cytarjam».